# Jardín de los Capuchinos
El Jardim dos Capuchos (Jardín de los Capuchinos) es un jardín público localizado en la pedanía de Caparica del municipio de Almada, en la región de Lisboa, distrito de Setúbal, en Portugal. Se encuentra ubicado en el Paisaje Protegido del Acantilado Fósil de la Costa de Caparica.
El jardín envuelve el antiguo Convento de los Capuchinos de Caparica, mandado a construir en 1558 por Lourenço Pires de Távora. Actualmente es una importante zona verde de ocio y cultura del municipio, desde el cual es posible admirar la costa Atlántica.